# Now or Never (bài hát trong High School Musical)
"Now or Never" là bài hát đầu tiên được biểu diễn trong bộ phim High School Musical 3: Senior Year. Bài hát được phát hành trên toàn thế giới trên Radio Disney vào ngày 11 tháng 7 năm 2008.

## Phát hành
Ca khúc phát trên toàn thế giới lần đầu trên Radio Disney ngày 11 tháng 7 năm 2008. Một phiên bản mở rộng của ca khúc đã phát hành ngày 2 tháng 9 năm 2008 trên iTunes đã là đĩa đơn chính thức đầu từ album soundtrack.
Chỉ Zac Efron, Vanessa Hudgens và Corbin Bleu đã hát trong bài hát, nhưng ca khúc đã được giới thiệu là được hát bởi tất cả diễn viên trong High School Musical 3: Senior Year.

## Video âm nhạc
Một bản xem thử của những cảnh quay trong phim (được xem là video âm nhạc chính thức) đã phát trên Disney Channel ngày 30 tháng 7 năm 2008. Trong phim, "Now or Never" là bài hát mở đầu, khi mà đội bóng rổ Wildcats của trường East High gặp đội Knights của West High. Bài hát bắt đầu từ lúc các thành viên của East High Wildcats chạy từ phòng thay đồ ra sân thi đấu khi hiệp 2 bắt đầu, và kết thúc vào cú đánh cuối cùng đem lại chiến thắng cho East High.

## Định dạng và danh sách track
Định dạng
1. "Now or Never" (Phiên bản album) — 4:26
2. "Now or Never" (Bản chỉnh Radio Disney) — 3:24
3. "Now or Never" (Bản chỉnh video) — 1:31
4. "Now or Never" (Bản reprise - một phần của "Senior Year Spring Musical") — 0:56

## Bảng xếp hạng
| Bảng xếp hạng (2008)          | Vị trí cao nhất |
| ----------------------------- | --------------- |
| Úc (ARIA)                     | 62              |
| Canada (Canadian Hot 100)     | 72              |
| Đan Mạch (Tracklisten)        | 18              |
| Ireland (IRMA)                | 42              |
| Ý (FIMI)                      | 29              |
| Thụy Sĩ (Schweizer Hitparade) | 64              |
| Anh Quốc (OCC)                | 41              |
| Hoa Kỳ Billboard Hot 100      | 68              |

## Chứng nhận
| Quốc gia                                                    | Chứng nhận | Số đơn vị/doanh số chứng nhận |
| ----------------------------------------------------------- | ---------- | ----------------------------- |
| Hoa Kỳ (RIAA)                                               | Vàng       | 500.000‡                      |
| ‡ Chứng nhận dựa theo doanh số tiêu thụ và phát trực tuyến. |            |                               |